# Architektura barokowa w Rosji
Architektura barokowa w Rosji – od lat 80. XVII wieku do lat 60. XVIII wieku panował w budownictwie rosyjskim barok, który był zarazem pierwszym stylem zachodnioeuropejskim dominującym w sztuce rosyjskiej. Sztuka barokowa w Rosji była wolna od egzaltacji i mistycyzmu charakterystycznych dla krajów katolickich i wykazywała wiele specyficznych cech narodowych, wynikających z poczucia dumy z sukcesów państwa i narodu rosyjskiego. Barok rosyjski wykształcił szereg oryginalnych form i rozwiązań architektonicznych.

## Tło historyczne
Sztuka na ziemiach rosyjskich przez długi okres rozwijała się niezależnie od drogi, przez którą przechodziły inne państwa europejskie. Dopiero pod panowaniem Piotra I nastąpiło zbliżenie do Europy Zachodniej i włączenie sztuki rosyjskiej w nurt przemian zachodzących na tym kontynencie. Jednak już wcześniej, zwłaszcza w okresie renesansu, widoczne były oddziaływania sztuki europejskiej na tradycje narodowe.
W drugiej połowie XVI wieku w architekturze występowały dwa nurty stylistyczne. Budowano cerkwie, w których do tradycyjnych wzorów wprowadzano inspirowane renesansem elementy zdobnicze i konstrukcyjne oraz obiekty nawiązujące do drewnianej architektury sakralnej. Zastępując powszechnie stosowane drewno kamieniem lub cegłą nadal wznoszono cerkwie zachowujące plan kwadratu lub ośmioboku i zwieńczano je tradycyjnymi, ruskimi dachami namiotowymi nad piętrami kokoszników – np. cerkiew Wniebowstąpienia w Kołomieńskim na przedmieściach Moskwy, zbudowana w 1532 roku. W bardziej skomplikowanych rozwiązaniach, główne wnętrze otaczały kaplice z dachami w kształcie tradycyjnych, cebulowych kopuł – np. sobór Wasyla Błogosławionego zbudowany w latach 1555–1561 w Moskwie.
W pierwszej połowie XVII wieku Zachód nadal oddziałuje na sztukę Rosji. Najwyraźniejsze odstępstwa widoczne są w nowym, bardziej realistycznym sposobie malowania ikon (tzw. styl friaski) i rozwoju malarstwa świeckiego. Także w architekturze cerkiewnej a zwłaszcza ich wystroju zaznacza się inne od tradycyjnego podejście do kształtowania bryły i wnętrza. Zachowany zostaje układ pięciokopułkowy wsparty na czterech lub sześciu kolumnach. Jednak bębny podpierające kopuły otrzymują smuklejsze proporcje i często są niewidoczne z wnętrza budowli przykrytej sklepieniem lub dachem. Zanikają stosowane wcześniej zwieńczenia piramidami, ozdobną funkcję nadal pełnią licznie nagromadzone kokoszniki. Przykładem takiego rozwiązania jest cerkiew Opieki Matki Bożej na Rubcowie w Moskwie zbudowana w latach 1619–1629.

## Barok kozacki (ukraiński)
Od upadku w XII wieku Kijów i ziemie ukrainne nie odgrywały żadnej decydującej roli w sztuce ruskiej. Dawne, wielkie świątynie kijowskie uległy jeszcze przed najazdem tatarskim zaniedbaniu, następnie popadły w ruinę i były opuszczane przez duchowieństwo. Do wskrzeszenia życia artystycznego na Ukrainie doszło od lat 40. XVII wieku w związku z działalnością metropolity Piotra Mohyły, Bohdana Chmielnickiego i Iwana Mazepy. Uformowany w połowie XVII wieku barok ukraiński wynikał poniekąd z prób nawiązania do tradycyjnej, prawosławnej sztuki ruskiej, jednak w znacznej mierze ulegał wpływom architektury zachodniej. Barok kozacki był rozwijany na terytorium Rosji od zawarcia ugody perejasławskiej (1654), głównie na terenach osadnictwa kozackiego, przede wszystkim w Małorosji i sąsiednich krainach, na Syberii i okazjonalnie w wielkich miastach, np. Moskwie. W stylu baroku kozackiego nie powstało wprawdzie żadne dzieło o przełomowym znaczeniu artystycznym, wywarł on jednak istotny wpływ na architekturę Moskwy i barok moskiewski, gdzie powstał szereg budynków znacznie oryginalniejszych.
Między nową architekturą ukraińską z XVII wieku a budownictwem staroruskim brakowało ciągłości rozwojowej. Najstarsze zachowane drewniane cerkwie ukraińskie zostały wybudowane już w okresie baroku, np. sobór Św. Trójcy w Nowomoskowsku (1775–1778). Pomimo znaczących różnic, można je, podobnie jak cerkwie z Środkowej i Północnej Rosji, podzielić na dwa główne typy: cerkwie na planie prostokąta (typ „kleti”, spotykany najczęściej w Galicji i Karpatach) oraz cerkwie na planie ośmioboku, typowe dla Naddnieprza. Murowane, barokowe cerkwie kozackie można podzielić na dwie grupy. W pierwszej z nich typy o tradycyjnym założeniu rusko-bizantyńskim (pięciokopułowe lub tylko krzyżowo-kopułowe) otrzymały zewnętrzną powłokę barokową. Grupę drugą stanowią natomiast po prostu zachodnie, bazylikalne kościoły barokowe, dostosowane do potrzeb kultu wschodniego. Do najważniejszych przykładów pierwszego typu należą: sobór św. Mikołaja w Nieżynie (1654–1658), cerkiew Św. Trójcy monasteru Hustyńskiego (1672) i cerkiew Wszystkich Świętych na Bramie Targowej Ławry Pieczerskiej, którą zbudował na zlecenie hetmana Mazepy moskiewski budowniczy O. D. Starcew w latach 1696–1698. W latach 1685–1706 odnowiono kijowski sobór Mądrości Bożej. Przebudowa zmieniła z gruntu wygląd świątyni nadając jej z zewnątrz charakter barokowy. Staroruski charakter zachowały jedynie część apsydalna i wewnętrzna budowli.
W stylu baroku kozackiego powstały na terenie dzisiejszej Rosji m.in. sobór Narodzenia Jezusa Chrystusa w Starodubie (1677), niezachowany sobór Zwiastowania w Woroneżu (1682), wojskowy sobór Zmartwychwstania Pańskiego w Czerkasku (1706–1719) i sobór Trójcy Świętej w Tiumeniu (ok. 1710). Swoistą kompilację baroku moskiewskiego i kozackiego stanowi cerkiew Kazańskiej Ikony Matki Bożej w Jasieniewie (1698).

## Barok moskiewski
W 1652 roku patriarchą moskiewskim i całej Rusi został Nikon. Jego reformy, w których dążył do ujednolicenia praktyki liturgicznej Cerkwi rosyjskiej z tradycją grecką miały wpływ także na architekturę. Zakazał stosowania elementów kojarzących się ze sztuką zachodu a także tradycyjnych elementów architektury rosyjskiej, które zostały uznane za zbyt świeckie np. dachów namiotowych). Zahamowanie wpływów zachodnich nie trwało długo. Ugoda perejasławska (1654), podpisany w 1667 rozejm andruszowski i podporządkowanie Moskwie tzw. Zadnieprza z Kijowem i Smoleńska oraz odsunięcie Nikona od władzy (1666) ponownie otwarły Moskwę na nowe trendy stylistyczne. Pierwsze wpływy baroku na terenie dzisiejszej Rosji można dostrzec już w I. połowie XVII wieku, np. niezachowany drewniany kościół św. Trójcy w Siebieżu (1625) i kościół w Trubczesku (1640–1645) w stylu baroku polskiego. Barok, który zdążył w połowie XVII wieku zagościć na Ukrainie (tzw. barok kozacki) wywarł na początku lat 80. XVII wieku znaczny wpływ na architekturę moskiewską. Nieco mniejszy wpływ wywarły również barok polski, sarmacki i wileński. Często, szczególnie wobec wczesnej fazy baroku moskiewskiego stosowana jest także nazwa – barok naryszkiński (od nazwiska rodziny bojarów Naryszkinów, fundatorów wielu nowych cerkwi). Niekiedy wyróżnia się krótkie okresy baroku golicyńskiego i stroganowskiego. Mimo dominacji baroku, na prowincji nadal była rozwijana architektura ruska w stylu XVII wieku, opierająca się na dawnych wzorach moskiewskich i lokalnych.

### Barok naryszkiński
Około 1682 roku doszło ostatecznie do wykształcenia się „baroku moskiewskiego”, zwanego niekiedy „łabędzim śpiewem architektury staroruskiej”. Za jedną z pierwszych w całości barokowych świątyni w Moskwie uważa się niezachowaną cerkiew carewicza Joazafa Indyjskiego (1684–1687), wybudowaną na planie „ośmiobok na czteroboku”. Tradycyjne wzory zostały wzbogacone nowym detalem architektonicznym stosowanym zwłaszcza w obramowaniach okien, portalach i przy podziałach na elewacji. W konstrukcji budynków wiele elementów typowo rosyjskich również uległo zachowaniu. Zjawiły się również nowe koncepcje architektoniczne oraz budowle stanowiące niezwykle specyficzną syntezę wzorów basztowych cerkwi ukraińskich i tradycyjnej architektury moskiewskiej. Budynki charakteryzowały się nierzadko zwartą, spiętrzoną bryłą o symetrycznie rozwiązanych elewacjach. Znacznie chętniej stosowano rozwiązania oparte na układach centralnych i centralno-podłużnych. Do kwadratowego planu dodawano cztery lub dwie półkoliste absydy zwieńczone bogatymi attykami. Wypiętrzona centralna kopuła zaczyna upodabniać się do latarni. Do czołowych architektów baroku naryszkińskiego należeli: Jakow Buchwostow, Iwan Zarudny, Piotr Potapow, Osip Starcew i Michaił Czogłokow.

#### Przykłady architektury sakralnej
Moskwa i jej okolice:
- Zabudowa Monasteru Nowodziewiczego w Moskwie z lat 1682–1688, m.in.
  - Cerkiew nadbramna Przemienienia, zbudowana w latach 1687–1689
  - Cerkiew Zaśnięcia Matki Bożej, zbudowana w latach 1685–1687
- Monastyr Doński
  - Nowy Sobór, zbudowany w latach 1684–1693
- Cerkiew Zmartwychwstania Pańskiego w Moskwie (1687, arch. Siergiej Turczaninow)
- Cerkiew Ikony Matki Bożej „Znak” w Moskwie (1689–1691)
- Cerkiew Opieki Matki Bożej (ros. Церковь Покрова Пресвятой Богородицы) w Filiach pod Moskwą (1693–1696)
- Cerkiew Obrazu Chrystusa Nie Ludzką Ręką Uczynionego (ros. Храм Спаса Нерукотворного Образа) w Uborach, pod Moskwą (1694–1697)
- Cerkiew Trójcy Świętej (ros. Церковь Троицы Живоначальной) w dawnej wsi Troice-Łykowo, ob. rejon Strogino, Moskwa (1698–1704)
- Wieża Mienszykowa, zbudowana w latach 1704–1706, wł. cerkiew św. Gabriela Archanioła

Riazań
- Sobór Borysa i Gleba w Riazaniu (1686, arch. Jakow Buchwostow)
- Kremlowski sobór Zaśnięcia Matki Bożej (ros. Успенский собор Рязанского кремля)), zbudowany w latach 1693–1699
- Cerkiew Św. Ducha (ros. Церковь Святого Духа), zbudowana w latach 1688–1689 i cerkiew nadbramna Jana Chrzciciela (церковь Иоанна Предтечи) z 1698 r. w klasztorze Opieki Matki Bożej w Sołotczi (ros. Солотчинский Покровский монастырь) pod Riazaniem, Astrachań
- Sobór Zaśnięcia Matki Bożej w Astrachaniu, (ros. Успенский собор}, zbudowany w latach 1698–1710

Putywl
- Sobór Narodzenia Bogurodzicy żeńskiego Monasteru Mołczańskiego, przebudowany w stylu barokowym w 1778 roku - unikatowy, jedyny zachowany zabytek baroku moskiewskiego na Ukrainie

#### Przykłady architektury świeckiej
Do najznaczniejszych przykładów architektury świeckiej należy niezachowana wieża Sucharewa w Moskwie (1692–1695), w której mieściło się m.in. drugie najstarsze (po archangielskim) obserwatorium astronomiczne w Rosji, gmach Akademii Słowiano-Greko-Łacińskiej w Moskwie (1687), Pałac Worobjowski (1687), Komnaty Trojekurowa na Ochotnym Rjadzie (1696), Dwór Mienniczy na Placu Czerwonym (1697), dwór kniazia Gagarina na Bolszoj Łubinace (1699) i gmach Prikazu Ziemskiego w Moskwie (około 1700).

### Barok stroganowski
Barok stroganowski (1688–1712) stanowił konserwatywny nurt w ramach moskiewskiego baroku, typowy dla rosyjskiej prowincji. Nazwa stylu pochodzi od fundatorów, kupców Stroganowowych. Głównymi przykładami stylu stroganowskiego są cztery świątynie prawosławne w Niżnym Nowogrodzie i na Rosyjskiej Północy.
Główne przykłady:
- Monaster Wprowadzenia Matki Bożej do Świątyni w Solwyczegodzku z soborem tego samego wezwania (ok. 1680–1697)
- Cerkiew Smoleńskiej Ikony Matki Bożej w Gordiejewce (ok. 1680–1697)
- Cerkiew Kazańskiej Ikony Matki Bożej w Ustiużnej (1694)
- Cerkiew Narodzenia Matki Bożej w Niżnym Nowogrodzie (1696–1719).

Wpływ stylu stroganowskiego jest widoczny również w szeregu kolejnych budowli oraz pokrewne budynki w Moskwie i okolicach:
- Cerkiew św. Mikołaja Cudotwórcy „Wielki Krzyż” w Moskwie (ok. 1680–1688) - niezachowana
- Sobór Św. Trójcy w Wierchoturiu (1703–1712)
- Cerkiew św. Mikołaja w Niurbie (1704)
- Dom Stroganowowych w Usoliu (1724)[4][7].

### Barok golicyński
Barok golicyński (1690–1714) stanowił najbardziej radykalny nurt w ramach baroku moskiewskiego, całkowicie odrzucający wszelkie elementy tradycyjnej architektury rosyjskiej. Nazwa stylu pochodzi od kniaziów Golicynów, w szczególności Wasylija Golicyna, sprawującego rządy podczas regencji Zofii. Do najznaczniejszych przykładów stylu golicyńskiego należą cerkwie i pałace zaprojektowane na zamówienie Golicynów.
Główne przykłady:
- Cerkiew Ikony Matki Bożej „Znak” w Dubrowicach (ros. Церковь Знамения Пресвятой Богородицы), zbudowana w latach 1690–1704 na planie kwadratu z przylegającymi do jego boków czterema absydami, nad częścią centralną wznosi się wysoki, trójkondygnacyjny bęben zwieńczony kopułą w kształcie ozdobnej korony
- Cerkiew Ikony Matki Bożej „Znak” (ros. Церковь Знамения Пресвятой Богородицы) w Pierowie (dzielnica Moskwy), zbudowana w latach 1690–1705, niewielka cerkiew zbudowana na planie centralnym z przylegającymi do wnętrza absydami i zwieńczona kopułą wspartą na wysokim bębnie, w którym umieszczono prostokątne okna doświetlające wnętrze.
- Cerkiew Św. Mikołaja w Połtiewie (1706)
- Cerkiew Narodzenia Bogurodzicy w Podmokłowie (1714–1722)
- Pałac Golicynów w Ochotnom Rjadzie (lata 80. XVII wieku).

### Inne nurty baroku moskiewskiego
Oprócz wyżej wymienionych można jeszcze wydzielić inne grupy budynków: świątynie Prozorowskich, np. cerkiew Zaśnięcia Bogurodzicy w Pietrowo-Dalnieje (1684–1688) i cerkiew Świętych Męczenników Borysa i Gleba w Zjuzinie (1688–1704), cerkwie basztowe Jakowa Buchwostowa i pokrewne budynki, np. cerkiew Narodzenia Pańskiego, mury i brama wjazdowa z cerkwią nadbramną Wjazdu Chrystusa do Jerozolimy w monasterze Nowe Jeruzalem (1690–1697), cerkiew Obrazu Zbawiciela Nie Ludzką Ręką Uczynionego w Uborach (1690–1697) i wieża Sjujumbike w Kazaniu (przełom XVII i XVIII wieku).

## Barok syberyjski i inne lokalne formy
Barok syberyjski (XVIII wiek) charakteryzował się szczególnie bogatą dekoracyjnością, rozwinięciem tradycji uzoroczia, baroku moskiewskiego i kozackiego, wpływami sztuki azjatyckiej, szczególnie buddyjskiej i chińskiej. Do najstarszych przykładów baroka syberyjskiego należą cerkiew Zbawiciela w Irkucku (1706–1710) i cerkiew Zbawiciela w Tobolsku (1709–1713). Za wzorcowy przykład baroku syberyjskiego uważana jest Cerkiew Podwyższenia Krzyża Pańskiego w Irkucku (1747–1758).
Głównymi przykładami lokalnego stylu barokowego z Totmy są: cerkiew Wjazdu Pańskiego do Jerozolimy (1794), cerkiew Św. Trójcy w Zielenskoj Słobodzie (1772) i cerkiew Narodzenia Jezusa Chrystusa (1746–1793). Lokalne formy były ponadto rozwijane w Wielkim Ustiugu, ziemi wiackiej i na Uralu. Architektura barokowa promieniowała również na budownictwo mniejszości religijnych. Najstarsze zachowane meczety tatarskie z XVIII wieku wykazują cechy rosyjskiego baroku (np. kazańskie meczety Junusowski z lat 1766–1770 i Apanajewski z lat 1768–1771).

## Barok czasów Piotra Wielkiego
Barok piotrowski (od 1697 roku do lat 30. XVIII wieku) – powstał pod wpływem indywidualnych manier architektów zachodnioeuropejskich, sprowadzonych przez cara Piotra I Wielkiego. Car Piotr I, po powrocie z podróży do Europy Zachodniej (1698), wprowadził w Rosji szereg zmian dążąc do przebudowy gospodarczej i politycznej kraju oraz budowy nowej stolicy kraju – Petersburga. Vojeslav Molè zauważa, że wśród przybyszów z obcych krajów było wprawdzie dużo takich, których twórczość nie nasiąkła treścią rosyjską, skutkiem czego pozostała dla rozwoju sztuki rosyjskiej bez znaczenia; ale więksi, o wiele ważniejsi pośród nich są ci, których twórczość zrosła się tak całkowicie z rzeczywistością Rosji, że sama stała się po prostu rosyjską. Spośród rodzimych przedstawicieli baroku piotrowskiego wyróżnia się zwłaszcza Michaił Ziemcow.
Po zwycięstwie nad wojskami szwedzkimi broniącymi twierdz Noteburg (1702) i Nienszanc (1703) Rosja uzyskała dostęp do Bałtyku. Wykorzystując położenie Noteburga, w 1703 r. car rozpoczyna budowę nowej fortecy Petersburg. Po zwycięstwie pod Połtawą (1709) zapada decyzja o budowie w tym miejscu nie tylko twierdzy, ale całego, portowego miasta. Od samego początku, zgodnie z życzeniem Piotra I przy budowie Sankt Petersburga pracowali cudzoziemcy z Anglii, Niemiec, Włoch, Francji, Holandii. Realizując projekty obcokrajowców budowano miasto w stylu baroku przejawiającego wpływy różnych jego odcieni. Pierwsze koncepcje urbanistyczne przedstawili Domenico Trezzini i Jean-Baptiste Alexandre Le Blond. Na życzenie cara dodatkowo opracowali projekty typowych domów dla mieszkańców, przedstawicieli różnych warstw społecznych (Trezzini opracował dwa projekty niewielkich domów dla warstw uboższych, Le Blond projekt piętrowego domu dla zamożnych mieszkańców). Budynki stawiano wzdłuż jednej linii zabudowy wytyczonych ulic. Mansardowe dachy kryte dachówką, poddasza doświetlone lukarnami, prostokątne okna w ozdobnych obramowaniach (nalicznikach) i barwne tynki to cechy typowego budynku stawianego w Sankt Petersburgu na początku XVIII wieku. Podjęte przez cara działania zapewniły nadanie zabudowie miasta spójnego wyrazu. Do najciekawszych obiektów tego okresu należą świeckie i sakralne budowle reprezentacyjne. Projekty wielu z nich powstały przy aktywnym udziale cara (np. zespół pałacowo-ogrodowy Peterhof). Budowle reprezentacyjne tego okresu wyróżniają się spokojnymi, płaskimi elewacjami pokrytymi najczęściej ciemnoniebieskim tynkiem. Ożywiają je pilastry i skromna dekoracja rzeźbiarska w białym, kontrastującym z tłem kolorze. Wśród cudzoziemców pracujących na zlecenie Piotra I i jego następców wyróżnili się:
- Domenico Trezzini, Włoch urodzony w Szwajcarii, przed przyjazdem do Rosji pracujący w Kopenhadze, projektant:
  - soboru Świętych Piotra i Pawła, zbudowanego w latach 1712–1733 na planie trójnawowej hali poprzedzonej niewielkim portykiem. Budowla zdominowana jest wysoką wieżą z kopułą, z której wyrasta smukła iglica;
  - budynku Dwunastu Kolegiów, zbudowanego w latach 1722–1744. Jest to kompleks 12 budynków na Wyspie Wasylewskiej w Petersburgu, połączonych w jedną całość wzdłuż linii zabudowy;
  - dwukondygnacyjnej cerkwi zbudowanej w latach 1717–1722 w klasztorze Aleksandra Newskiego;
  - Letni Pałac Piotra I, zbudowany w latach 1710–1716. Drewniany, dwukondygnacyjny budynek z wysokim dachem zdobią skromne obramowania okien i płyciny z płaskorzeźbami wykonanymi przez Andrzeja Schlütera;
  - soboru św. Sampsona, zbudowanego w latach 1728-1740 w Dzielnicy Wyborskiej Petersburga[13].
- Jean-Baptiste Alexandre Le Blond (Jan Baptista Leblond), architekt francuski, projektant:
  - Wielkiego Pałacu rezydencji cesarskiej Peterhof (od 1714 r.). Podmiejski pałac zbudowany na wzgórzu poprzedzają liczne tarasy stopniowo opadające ku morzu. Przy prowadzących do rezydencji schodach usytuowano Wielką Kaskadę z fontannami i rzeźbami. Całość otacza rozległy park, w którym z czasem powstały groty i pawilony. Po śmierci Le Blonda budowę pałacu kontynuowali (wprowadzając szereg zmian) m.in. Johann Braunstein (1719), w czasach panowania Elżbiety Niccolò Michetti i Bartolomeo Rastelli (1745–1752).
  - Domek podróżny Piotra I w Strielnej, zbudowany w 1718, przebudowany w latach 1719–1720. Domek służył jako miejsce postoju podczas podróży z Sankt Petersburga do Peterhofu.
- Niccolò Michetti, jeden z kontynuatorów prac Jana Baptista Leblonda (Peterhof), projektant Wielkiego pałacu w Strelnej (Pałac Konstantynowski), budowany od 1720 r.
- Johann Friedrich Braunstein, kontynuator prac Jana Baptista Leblonda w Petrehofie: pracował przy budowie Wielkiego Pałacu, współtwórca (wraz z Leblondem i Michettim) projektu pałacyku Montplaisir (1714–1725), projektant fasady dwukondygnacyjnego pawilonu Ermitaż (1721–1725) i pałacyku Marly (1720–1723); projektant pałacu Katarzyny w Carskim Siole (1717–1723).
- Johann Gottfried Schädel i Giovanni Mario Fontana, projektanci podmiejskiego pałacu Mienszykowa w Oranienbaumie (1710–1727)
- Giovanni Mattarnovi, projektant Kunstkamery (1718), po jego śmierci prace kontynuował Michaił Ziemcow.

## Barok czasów Elżbiety
Barok czasów carycy Elżbiety, zwany od jej imienia „jelizawetyńskim” (od lat 30. do lat 60. XVIII wieku) lub rosyjskim „barokiem dojrzałym”, stanowił połączenie baroku moskiewskiego i piotrowskiego z północnowłoskimi wzorami architektury. Do głównych przedstawicieli tego stylu należeli: Bartolomeo Rastrelli, Pietro Antonio Trezzini, Gottfried Johann Schädel, Dimitrij Uchtomski, Iwan Miczurin, Fiodor Argunow, Sawwa Czewakinski i Andriej Krasow. Styl ten objął swym zasięgiem zarówno Petersburg i Moskwę, jak i wiele miast prowincjonalnych (np. Charków, Jarosław, Kijów).
Najwybitniejszym twórcą w ostatnim okresie baroku był architekt zatrudniony osobiście przez carycę Elżbietę Francesco Bartolomeo Rastrelli. Twórca monumentalnych dzieł o bogatej dekoracji. W tym okresie, oprócz carskich, powstają przede wszystkim rezydencje arystokracji. Mniej liczne są budowle publiczne i sakralne. Do najważniejszych prac Rastrelliego należą:
- rozbudowa Peterhofu (od 1745 r.)
- pałac Stroganowa zbudowany w latach 1752–1754 w Sankt Petersburgu,
- rozbudowa pałacu Katarzyny w Carskim Siole, pierwszą przebudowę prowadzili Aleksy Kwasow i Sawa Iwanowicz Czekawski, od 1752 r. pracami kierował Rastrelli, który nadbudował piętro i zaprojektował nową dekorację fasady
- Pałac Zimowy, zbudowany w latach 1754–1762 (prace ukończono po śmierci carycy), największa barokowa budowla Rosji,
- Sobór Smolny, zbudowany w latach 1748–1764 jako świątynia Monasteru Smolnego.
- Cerkiew św. Klemensa w Moskwie (barokowa przebudowa w latach 1730 i 1756)

Uczeń Rastrelliego, Sawwa Iwanowicz Czewakinski zaprojektował w Petersburgu sobór św. Mikołaja i Objawienia Pańskiego (sobór Morski). Pięciokopułowa budowla zaprojektowana na planie krzyża greckiego powstała w latach 1753–1762. Pobliska dzwonnica została zaprojektowana dla Monasteru Smolnego.

## Rokoko
W połowie XVIII wieku doszło do nasilenia się w Rosji trendu rokoka w sztuce, głównie pod wpływem takich artystów jak Bartolomeo Rastrelli, Antonio Rinaldi i Étienne Maurice Falconet. Do jedynych w całości rokokowych budynków na terenie dzisiejszej Rosji należą Pałac Piotra I (1758–1762) i Pałac Chiński (1762–1768) w Oranienbaumie zaprojektowane przez Rinaldiego. Pojawiły się również rokokowe dekoracje pałacowych lic i wnętrz B. Rastrelliego oraz sztukaterie Sawwy Czewakinskiego. Z tego okresu pochodzą m.in. rokokowe wnętrza Wielkiego Pałacu w Gatczynie. Okres panowania następczyni Elżbiety, carycy Katarzyny II kończy epokę baroku i rokoka w Rosji i rozpoczyna czas architektury klasycystycznej.